# Acianthera macropoda
Acianthera macropoda là một loài phong lan.

## Hình ảnh

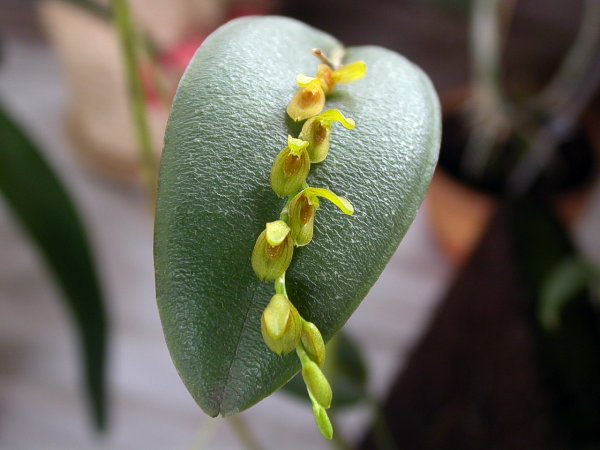
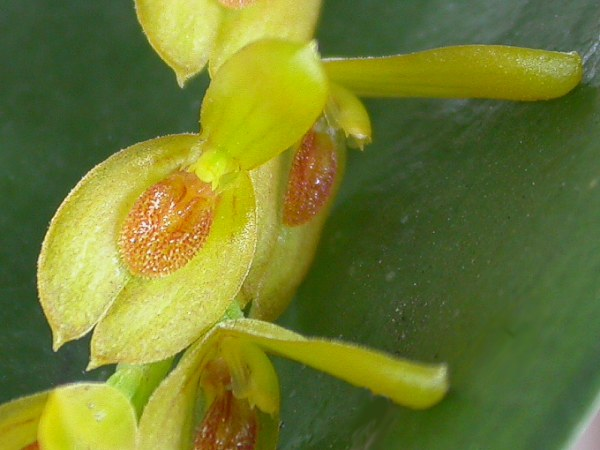
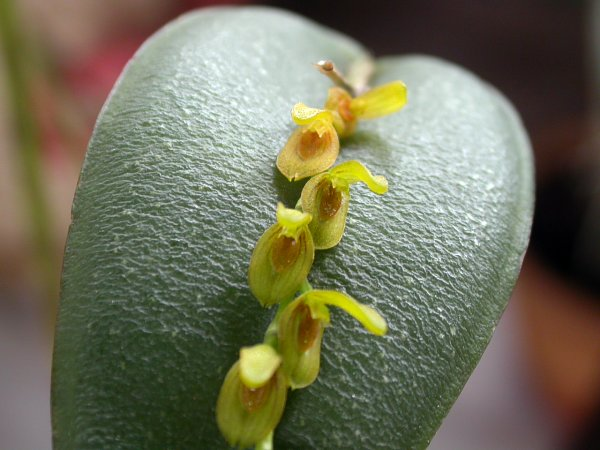
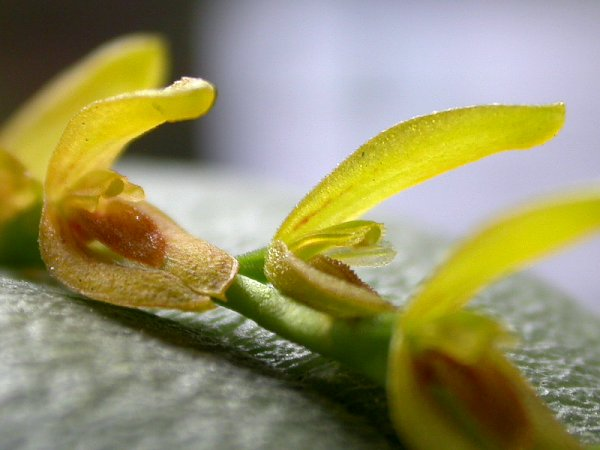